# Pasmo Łopiennika i Durnej

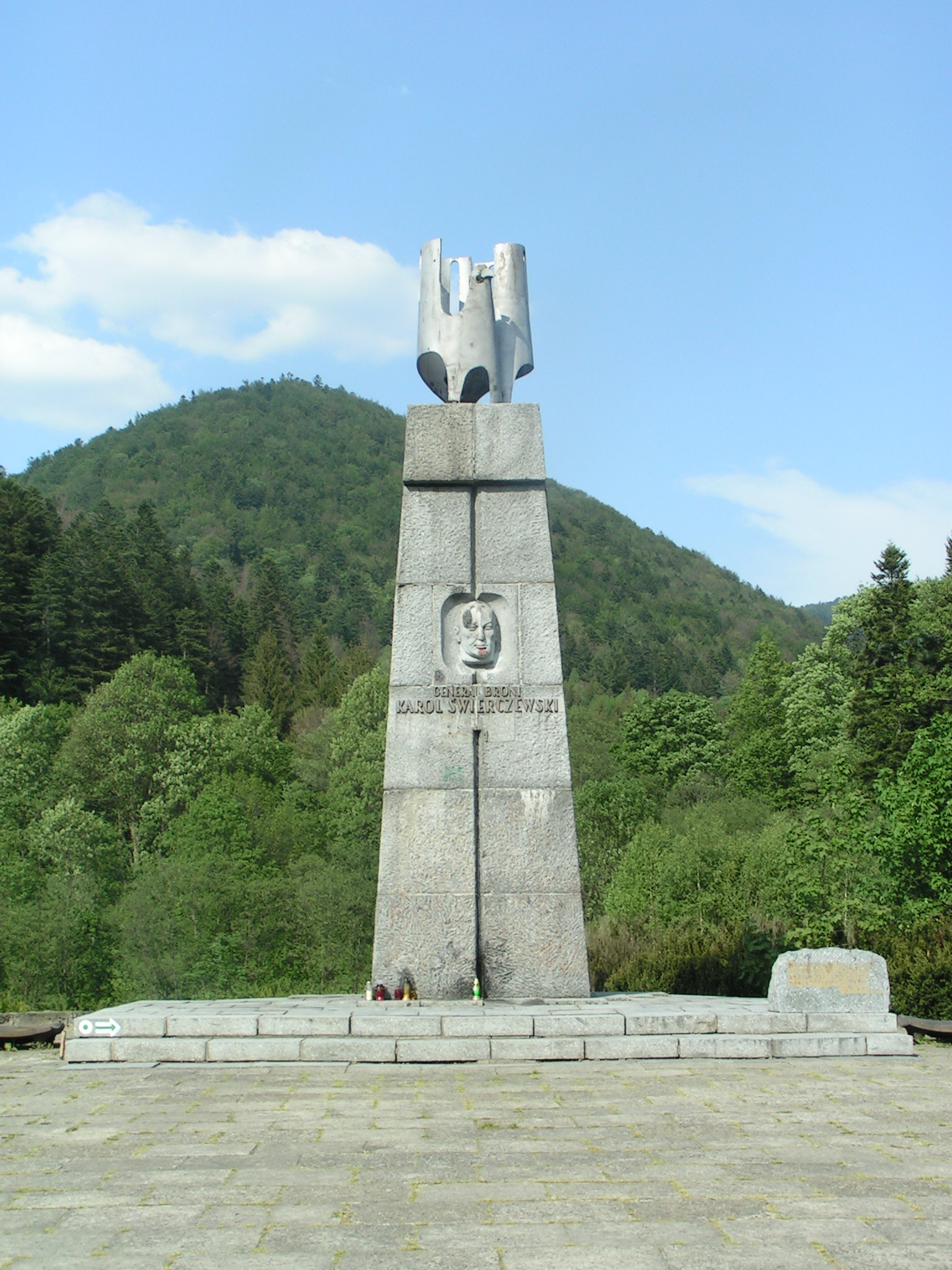
Pomnik Świerczewskiego na tle Waltera

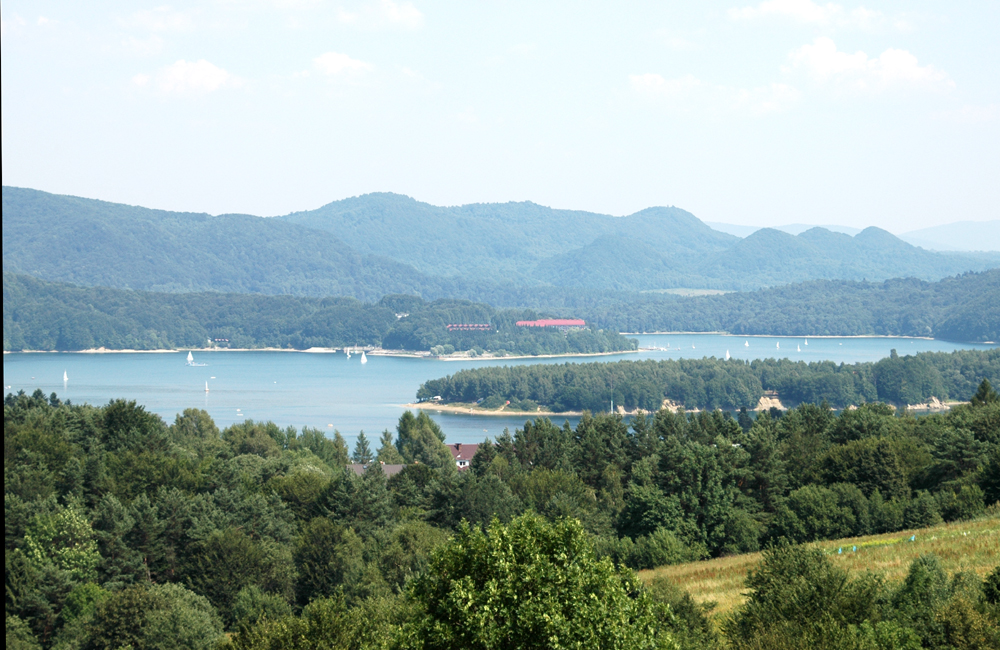
Jezioro Solińskie, widok od strony Pasma Łopiennika i Durnej

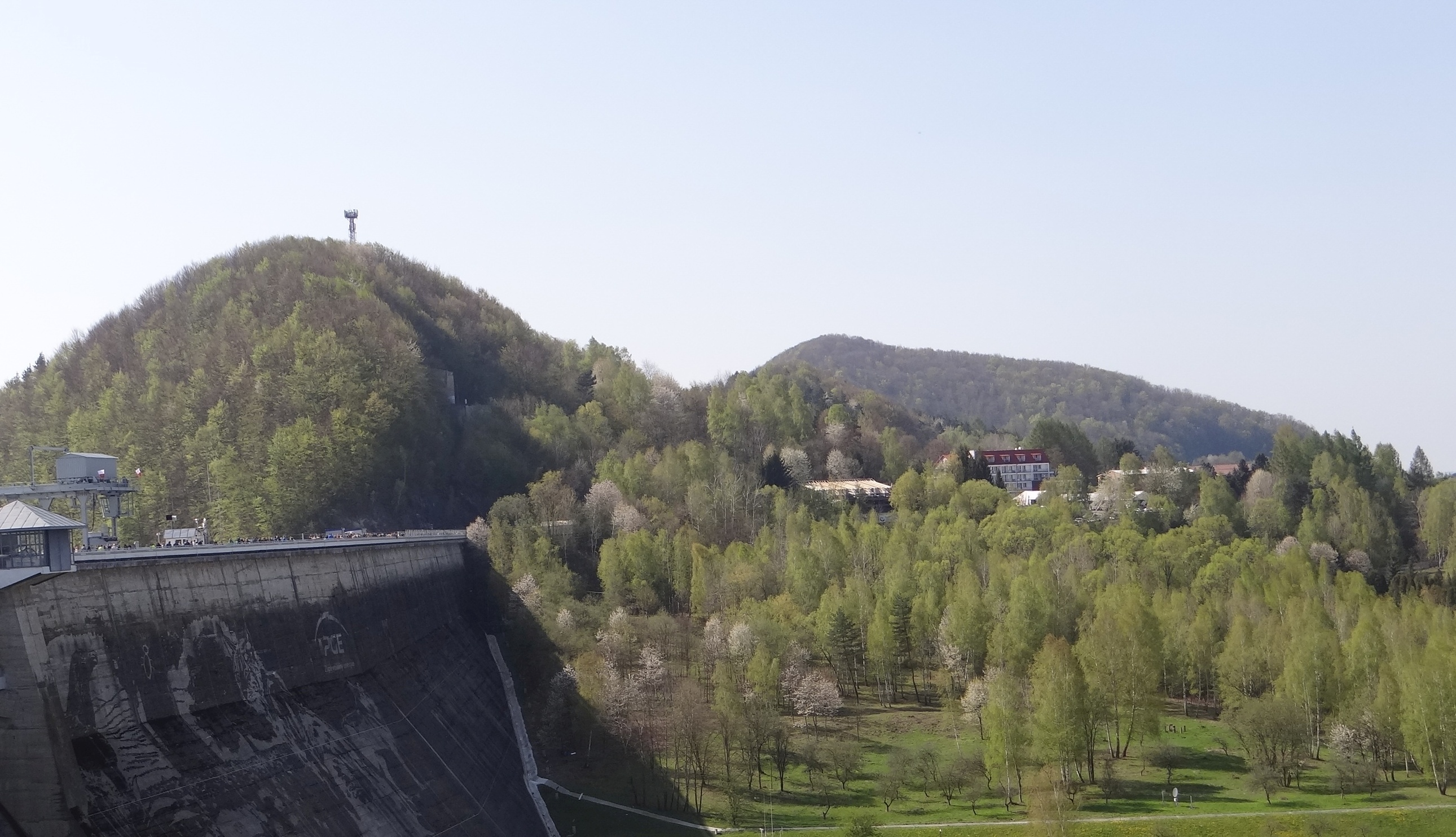
Plasza i Berdo

Pasmo Łopiennika i Durnej – pasmo górskie w centralnej części Bieszczadów Zachodnich. Znajduje się pomiędzy Wysokim Działem na zachodzie i pasmem połonin na wschodzie. Składa się z grzbietu Łopiennika oraz Durnej, przechodzącego na północy w rozczłonkowane, niskie pasmo o charakterze pogórza, a także masywu Falowej i Czereniny. Najwyższym szczytem jest Łopiennik (1069 m n.p.m.).

## Położenie
Pasmo Łopiennika i Durnej sąsiaduje:
- na północy z Górami Sanocko-Turczańskimi poprzez dolinę Sanu
- na wschodzie z grzbietem Siwarnej (924 m[1]) i Połomy (776 m), przez doliny Solinki i Wetliny
- na południu z pasmem granicznym, od którego oddzielone jest dolinami Dołżyczki i Solinki, a także przełęczą Przysłup (678 m)
- na zachodzie z Wysokim Działem, odgraniczone dolinami Hoczewki i Jabłonki oraz przełęczą o wysokości 734 m

## Topografia
Grzbiet Łopiennika i Durnej
Począwszy od południa, od doliny Solinki, dwa grzbiety: zachodni Horbu (709 m) i Daniowej (873 m) oraz wschodni kulminujący w Horodku (883 m), wznoszą się ku najwyższemu w paśmie Łopiennikowi, gdzie się łączą; ponadto z wierzchołka odbiegają jeszcze dwa boczne grzbiety. Na zachód biegnie odnoga Łopieninki (953 m), na szczycie której rozgałęzia się na grzbiet Kiczery (725 m), opadający na północ do doliny potoku Żukra, oraz przebiegający na zachód grzbiet Jasienika (854 m) i Jabłońskiej Góry (813 m), następnie przełęczą (734 m) łączący się z pasmem Wysokiego Działu. Na wschód z Łopiennika odchodzi odgałęzienie w stronę doliny Solinki, kulminujące w Jamach (822 m). W południowo-wschodnim zboczu Jam znajduje się jedna z większych bieszczadzkich jaskiń – Jaskinia Wilcza oraz dwie mniejsze jaskinie – Krucha Szczelina i Grota Teodora. Od Jam, główny, wyrównany w tym miejscu grzbiet biegnie dalej na północ, w kierunku Durnej (979 m). Przed jej szczytem ku wschodowi odbiega grzbiet Korbani (894 m), którego rozczłonkowane ramiona opadają do dolin Solinki i Wołkowyjki. Na północ od Durnej jest usytuowana kulminacja o wysokości 912 m, wysyłająca na zachód krótką grań Waltera (836 m) charakteryzującego się bardzo stromymi stokami. Dalej z północno-wschodniego zbocza Berda (890 m) wyrasta grzbiet tworzący północną część Pasma Łopiennika i Durnej, a następnie, ze szczytu 832 m, w kierunku zachodnim, odgałęzia się grzbiet Jawora (826 m). Za kulminacją Kropiwne (760 m) grzbiet kończy się stokami opadającymi w doliny Hoczewki i Stężniczki.
Część północna
Wspomniany grzbiet odgałęziający się w rejonie Durnej na północny wschód, przechodzi w północną, rozczłonkowaną i niewysoką część Pasma. Zaraz za przełęczą na wschód wybiega masyw Lipowca (743 m), zaś grzbiet nieznacznie wznosi się ku Makowskiej (748 m). Na północny zachód ciągnie się stąd pasmo Kiczera (634 m) – Skrenin (587 m) – Kiczera (589 m), wciskające się pomiędzy doliny Hoczewki i Ruchlina. Na północny wschód odbiega długi grzbiet Wierchów (635 m), rozciągający się przez Polańczyk aż po położone niedaleko Soliny Berdo. Od wschodu ogranicza go Jezioro Solińskie, od zachodu potok Bereźnica. Ku północy kieruje się grzbiet kulminujący w Białym Wierchu (608 m) i Szczubie (606 m), z którego na zachód odchodzi masyw Patroli (610 m), wysyłający swoje dwa równoległe ramiona w stronę doliny Hoczewki. Na północ natomiast przebiega najdalej na północ wysunięta część pasma, poprzez Wisznię (541 m), Kamieniec (521 m) i Grodzisko (556 m) biegnąca do doliny Sanu.
Masyw Falowej i Czereniny
Wznosi się on pomiędzy dolinami Solinki na zachodzie, Wetliny na wschodzie i Dołżyczki oraz przełęczą Przysłup (678 m) na południu. Od Przysłupu stromy stok wznosi się na północ ku Krzemiennej (937 m), dalej poprzez przełęcz (766 m) osiągając najwyższą Czereninę (981 m), od której na północny zachód odgałęzia się krótki grzbiet Falowej (968 m). Następnie grzbiet obniża się ku Kiczerze (930 m), gdzie rozwidla się na dwa równoległe – zachodni z Bukowinką (739 m) oraz wschodni z Pereszlibą (767 m). Obydwa przebiegają na północ, a potem schodzą w dolinę Wetliny w rezerwacie Sine Wiry.

## Hydrografia
Pasmo Łopiennika i Durnej cechuje się gęstą siecią małych, spływających stokami potoków, rozcinających zbocza licznymi niewielkimi dolinkami. Łączą się one w kilka większych i uchodzą do otaczających region rzek: Hoczewki, Sanu, Solinki i Wetliny. Na północnym wschodzie znajdują się sztuczne jeziora Solińskie i Myczkowskie, poza tym brak zbiorników wodnych.

## Ochrona przyrody
Południową część pasma, od doliny Stężniczki i szczytu Korbani na południe, obejmuje Ciśniańsko-Wetliński Park Krajobrazowy.
Znajdują się tu w całości 3 rezerwaty przyrody:
- Cisy na Górze Jawor
- Olsza kosa w Stężnicy
- Woronikówka

Ponadto niewielki fragment masywu Falowej i Czereniny w dolinie dolnej Wetliny obejmuje rezerwat przyrody Sine Wiry.

## Turystyka
Samo Pasmo Łopiennika i Durnej nie jest zbyt popularne wśród turystów, jednak na jego obrzeżach leżą znane miejscowości wypoczynkowe Solina i Polańczyk. Do miejscowości turystycznych należą także: Wołkowyja, Bukowiec, Baligród oraz znajdująca się na granicy z Wysokim Działem Cisna.

### Szlaki turystyki pieszej
zielony Zagórz – Krysowa na odcinku Zwierzyń – Myczków – Wierchy (635 m) – Wołkowyja – Terka
 zielony Jabłonki – Walter – szczyt 912 m
 niebieski Baligród – Kropiwne (760 m) – Durna (979 m) – Łopiennik (1069 m)
 czarny przełęcz 928 m (Wysoki Dział) – Przełęcz Mieczysława Orłowicza (1075 m) na odcinku Łubne – Jabłonki – Łopieninka (953 m) – Łopiennik – Dołżyca – Falowa (968 m) – Czerenina (981 m) – Jaworzec